# Pomnik Stefana Roweckiego „Grota” w Warszawie
Pomnik Stefana Roweckiego „Grota” – monument znajdujący się w Warszawie u zbiegu ulic Fryderyka Chopina i Alej Ujazdowskich. 

## Historia
Projekt został wybrany w rozpisanym w 2004 konkursie Stowarzyszenia Architektów Polskich nr 929. Do realizacji przyjęto pracę wykonaną przez Zbigniewa Mikielewicza (rzeźba) i Przemysława Dudziuka (architektura) przy współpracy Justyny Goździewicz.
Rzeźbę o wysokości ponad sześciu metrów i wadze ok. 30 ton wykonano ze szwedzkiego granitu w pracowni Zbigniewa Mikielewicza w Ciechocinie. Uwzględniając właściwości użytego materiału, autorzy pomnika przyjęli geometryzujące uproszczenie bryły. Przedstawia Stefana Roweckiego w płaszczu i generalskiej czapce. Rzeźba wyrasta z wysokiego cokołu z motywem litery V i kotwicą Polski Walczącej.
Pomnik powstał z inicjatywy Światowego Związku Żołnierzy AK. Odsłonięcie pomnika odbyło się 11 czerwca 2005. Monument znajduje się przed budynkiem przy ulicy Fryderyka Chopina 1 mieszczącym do roku 1989 Komitet Warszawski PZPR, a obecnie Sąd Okręgowy i wydziały ministerstw: Sprawiedliwości i Spraw Zagranicznych.
Realizacja pomnika została sfinansowana ze środków Urzędu Miasta, organizacji kombatanckich i PKN Orlen.